# مقاطعة رينولدز (ميزوري)
مقاطعة راينولدز (بالإنجليزية: Reynolds County)‏ هي إحدى المقاطعات في ولاية ميزوري في الولايات المتحدة الأمريكية.